# Epigrafia Latina
A Epigrafia latina é uma ramo da Epigrafia que estuda as inscrições romanas em materiais mais duráveis como pedra, metal, argila, etc, escritas na língua latina. Os romanos ao fazerem suas epígrafes funerárias, tinham com o objetivo manter viva a memória sobre o dedicado, seja um político, uma pessoa comum ou um militar. Outros usos das epígrafes também estão ligados a homenagens aos imperadores, dedicações de edifícios públicos, administração do exército e até mesmo marcação de distâncias e limites geográficos. O historiadores e arqueólogos estudam e utilizam as epígrafes como forma de documento sobre as tradições, religiões e costumes da Roma Antiga.

## Tipos de Epígrafes

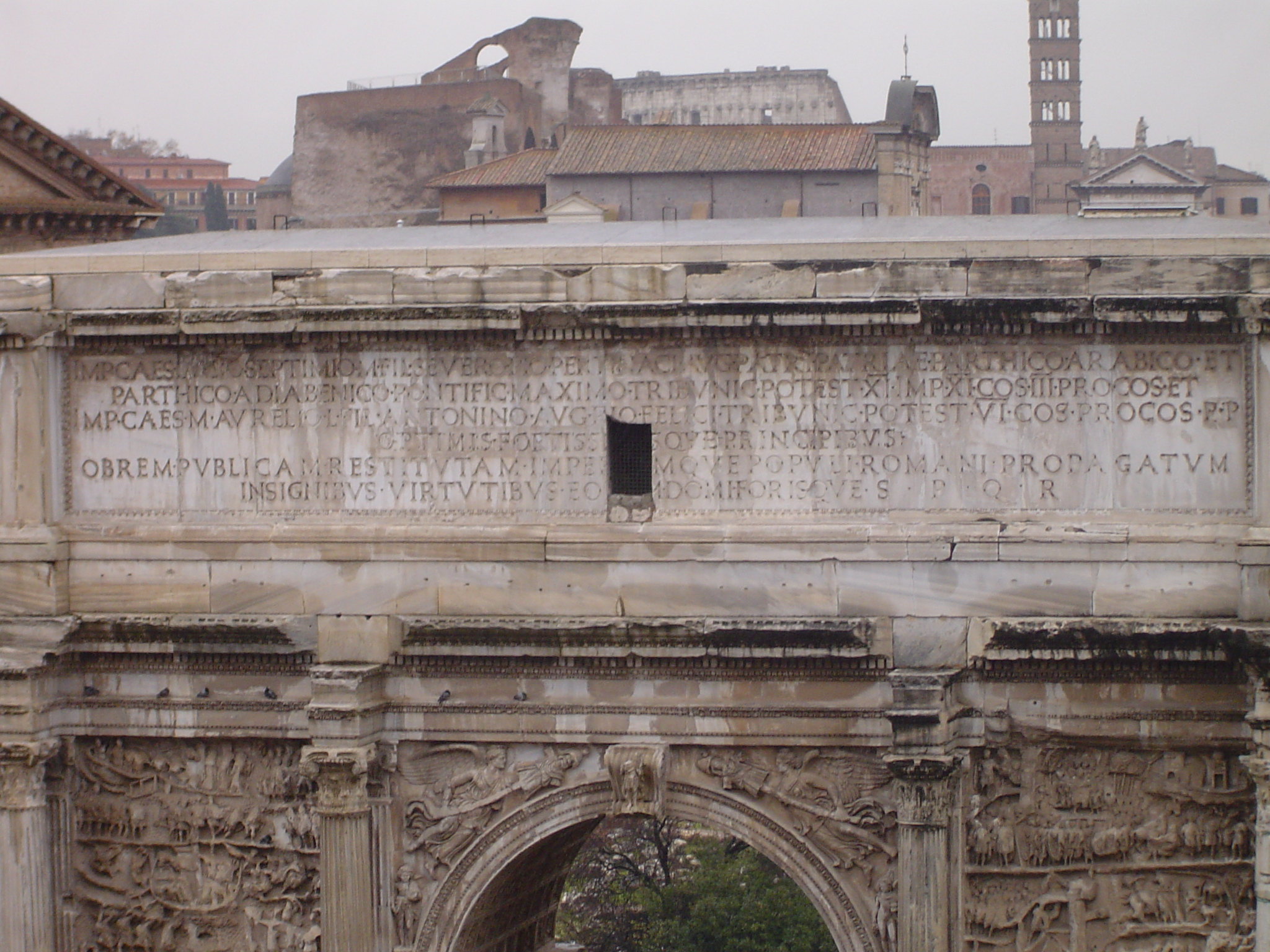
Inscrição epigráfica no topo do arco de Septímio Severo, Roma.

Existem quatro tipos de epígrafes: as epígrafes funerárias, dedicadas aos mortos; as epígrafes votivas ou religiosas, dedicadas aos deuses; as epígrafes honoríficas, dedicadas a uma figura importante, como um imperador por exemplo; e por último as epígrafes monumentais, que estão presentes em monumentos. Essas quatro categorias podem estar juntas em uma mesma epígrafe, como por exemplo uma epígrafe que é monumental e ao mesmo tempo honorífica: uma epígrafe presente em um monumento de algum imperador cujo conteúdo é dedicado especificamente a ele se torna também uma epígrafe honorífica.

#### Epígrafe funerária
São as epígrafes mais abundantes. Os principais dados geralmente presentes nas inscrições funerárias são a invocação dos deuses manes; seguido da identificação do morto junto com a idade em que o dedicado veio a falecer; em seguida a identificação dos dedicantes seguida de "F(aciendum) C(uravit ou uraverunt)", que significa "mandou ou mandaram fazer"; por fim encontra-se as inscrições "H. S. E." (aqui jaz) e o "S. T. T. L." (que a terra lhe seja leve).

#### Epígrafe religiosa
Os elementos geralmente encontrados neste tipo de epígrafe são o nome da divindade na qual está sendo dedicado, seguida de S(acrum), em seguida a identificação do dedicante junto da justificativa da dedicatória, finalizada com a inscrição "V. S. L. L. M." (votum solvit laetus libens merito, "cumpriu seu voto com mérito, vontade de alegria"), ou algo equivalente.

#### Epígrafe honorífica
Os elementos encontrados nas epígrafes honoríficas são a identificação do dedicado acompanhado das inscrições dos cargos em que ocupou, podendo ou não possuir elogios sobre o seu trabalho, em seguida o motivo da homenagem, também há a identificação dos dedicantes e de que forma obtiveram fundos para a construção da epígrafe; no final pode haver ou não uma inscrição que mostra a intervenção direta das autoridades municipais "D(ecreto) D(ecurionum)", ou, pode conter as seguintes inscrições "H(onore) C(ontentus) I(mpensam) R(emisit)" que demonstram o contentamento do homenageado, levando-o a pagar as despesas da construção da epígrafe.

#### Epígrafe monumental
Os elementos encontrados nesse tipo de epígrafe geralmente são as circunstâncias, as data, as pessoas ligadas, e a divindade que estão homenageando na construção do monumento. Os arcos triunfais dos imperadores Tito, Septímio Severo e Constantino em Roma são exemplos bastante conhecidos desse tipo de epígrafe.

## Onomástica
O nome é um elemento fundamental na epígrafe romana, uma vez que é através do nome que se identifica o dedicado e o dedicante da epígrafe, seja de caráter religioso, funerário, honorífico ou monumental. Com base nesse tipo de informação é possível delimitar laços políticos entre as famílias da elite romana, através do cruzamento de dados das epígrafes e das fontes literárias - o estudo desses dados é conhecido como prosopografia.
Os romanos utilizavam a chamada regra da "tria nomina" para compor um nome romano e assim tornar-se identificável. A "tria nomina" é composta por praenomen, nomen e cognomen:

#### Praenomen
O praenomen vem antes do nomen e era usado para distinguir os filhos, quando uma família era numerosa. As mulheres não possuíam o praenomen, exceto em raros casos, demonstrando privilégio. O praenomen no geral possui um significado, como por exemplo Tiberius, "que nasceu no rio Tibre", Marcius, "aquele que nasceu em março", etc. O praenomen também é utilizado em casos de famílias numerosas, com grande quantidades de filhos; para isso utiliza-se os prenomes Primus, Quintus, Sextus, Setimus, Decimus... para identificar os filhos. Outra forma de utilizar, também muito comum de ser encontrado nas epígrafes é o praenomen do pai ser dado aos filhos.

#### Nomen
O nomen, também conhecido como gentílico, é a parte da "tria nomina" que irá dizer a qual família o indivíduo pertence. O nomen integra o nome de todos os membros da família, no caso homens, mulheres, libertos e libertas. Geralmente o nomen é transmitido de pai para filho, mas há casos em que o filho recebe o gentílico da mãe, indicando a ilegitimidade do filho, ou, que tanto a mãe quanto o filho foram escravos e foram libertados ao mesmo tempo e com isso recebendo o mesmo gentílico. No caso de uma mulher possuir o mesmo nomen do marido, é muito provável que seja um casal de escravos que foram libertos por seu patronus, que concedeu o seu próprio gentílico para os recém-libertos.

#### Cognomen
Para haver uma maior distinção entre os cidadãos romanos, foi acrescentado o cognomen. O cognomen pode ser dado pela própria família, ou algo ligado à atividade do indivíduo, como por exemplo um centurião, que por seguir uma carreira militar recebe o cognomen referente a sua posição militar ou algo relacionado, como por exemplo Lúcio Cornélio Aquilino, onde "aquilino" (em latim aquilinus), deriva de aquila (águia), símbolo das legiões na qual aquilino serviu como centurião.

#### A identificação dos imperadores
Os elementos presentas nas epígrafes dedicadas aos imperadores segue a seguinte ordem: primeiro os nomes, em seguida os títulos, sejam eles religiosos, políticos ou honoríficos. A ordem a se seguir dos nomes é a seguinte:
- praenomen: IMP(erator)
- nomen: CAESAR
- cognomen: pessoais, hereditários - AVG(ustus) - e honoríficos (ligados, por exemplo, a campanhas militares)

A ordem a se seguir dos títulos é a seguinte:
- religiosos: PONT(ifex) MAX(imus), pontífice máximo
- políticos: POT(estas) TRIB(unicia), "com poder de tribuno da plebe", seguido de Imperator (aclamação pelas tropas), podendo possuir a inscrição de Consul, seguida de Censor e/ou procônsul
- honoríficos: P(ater) P(atriae)

## Regras de transcrição
A leitura das epígrafes possui certas regras, dentre elas:
- As inscrições gravadas nas epígrafes são inscritas em letras maiúsculas e abreviadas, onde a letra V representa tanto a própria letra V como também o U.
- O restante da palavra abreviada deve ser transcrita em parênteses e escrito em itálico.
- O caracteres que já não se pode ver mais devido ao desgaste devem ser escritos em letras maiúsculas e entre colchetes.
- Nos caracteres que estiverem desgastados, mas que podem ser reconstituídos, acrescenta-se um ponto.
- A separação das linhas é feita através da adição de uma barra - se por acaso uma palavra for cortada durante uma passagem de linha para outra, não pode haver espaço entre as letras e a barra.
- Quando houver reconstituições de caráter duvidoso deve-se adicionar o "?".
- Quando não houver conhecimento de letras ou linhas, deve-se acrescentar [...], deixando para o comentário paleográfico as informações acerca das possíveis letras e linhas faltantes.
- Quando houver numerais, deve-se acrescentar o mesmo numeral por extenso e em latim.

## Exemplos de epígrafes
Leitura:

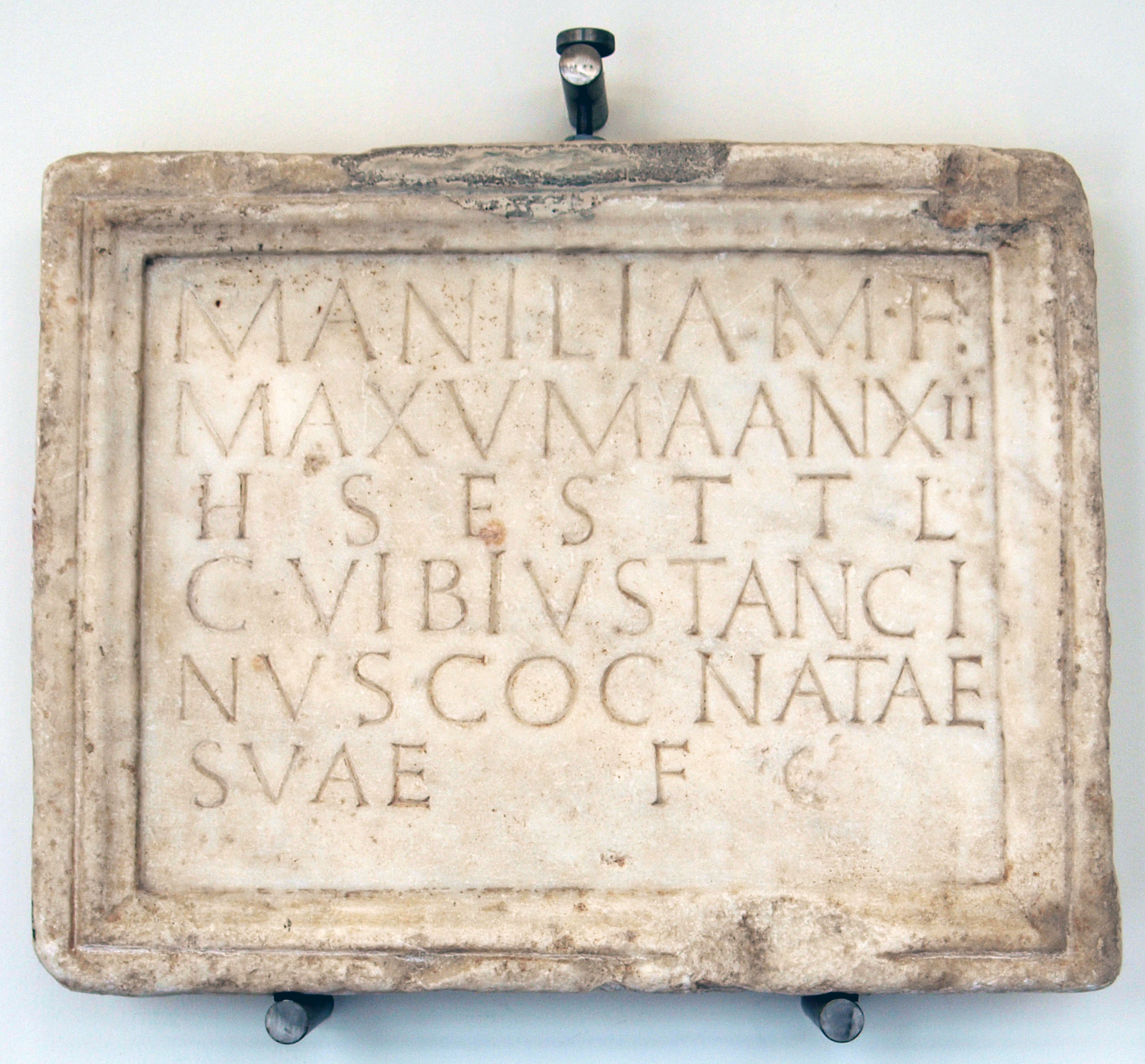
Epígrafe funerária encontrada em Antigo Paços do Concelho, datada entre 40-60 D.C

MANILIA M(arci) F(ilia) / MAXUMA AN(anorum) XII (duodecim) / H(ic) S(ita) E(st) S(it) T(ibi) T(erra) L(evis) /
C(aius) VIBIVS TANCI / NVS COCNATAE / SVAE F(aciendum) C(uarivit)
Tradução:
"Aqui jaz Manília Máxuma, filha de Marco, de doze anos. Que a terra te seja leve.
Gaio Víbio Tancino mandou fazer para a sua cunhada."
Leitura:

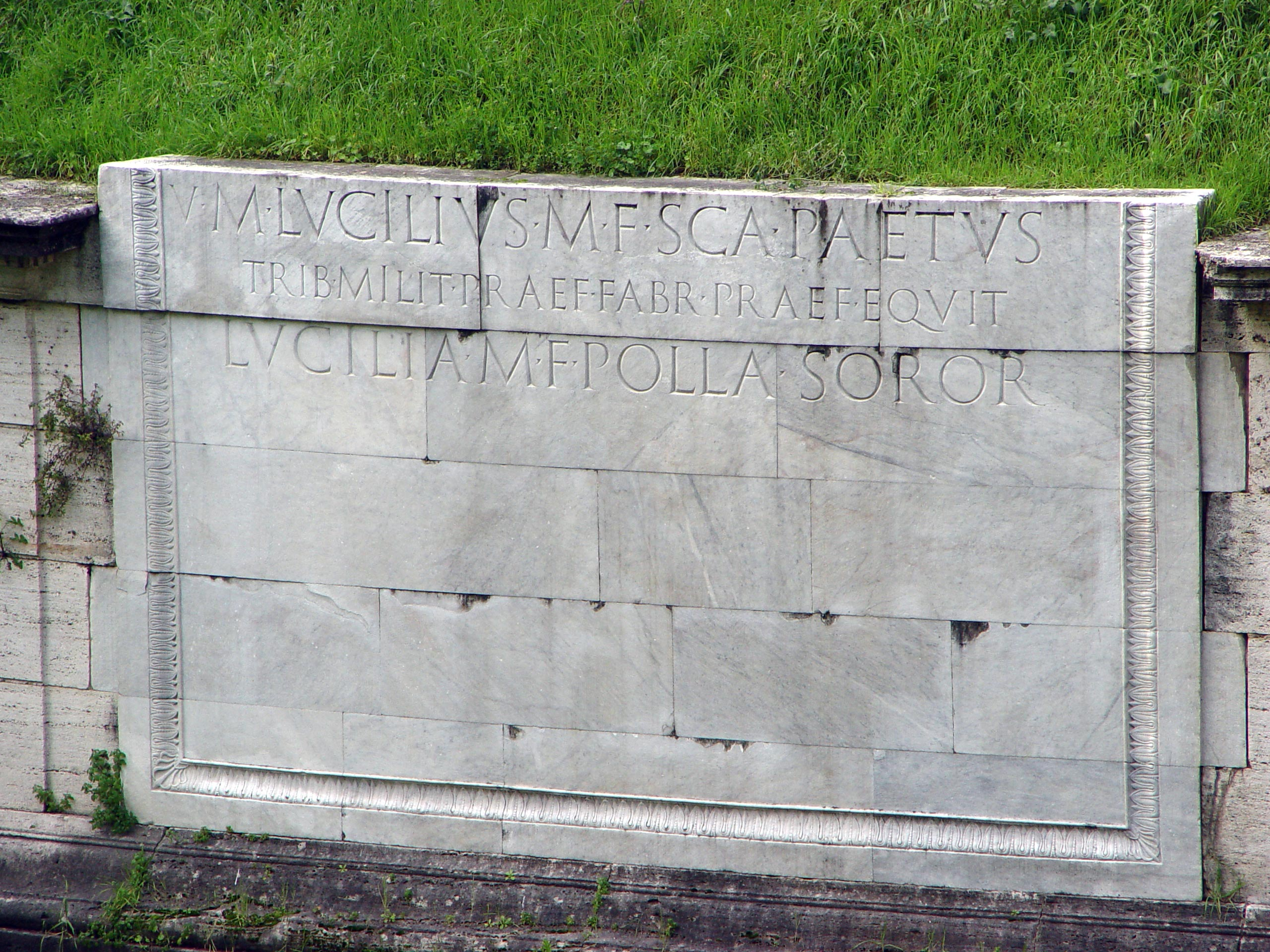
Inscrição na fachada Mausoléu de Lucílio Peto na Via Salaria, em Roma.

V(ivus) M(arcus) LUCILIUS M(arci) F(ilius) SCA(ptia) PAETUS, /
TRIB(unus) MILIT(um) PRAEF(ectus) FABR(um) PRAEF(ectus) EQUIT(um) /
LUCILIA M(arci) F(ilia) POLLA, SOROR.
Tradução:
"Vivo; Marco Lucílio, filho de Marcus, da tribo Scapzia, peto,
tribuno militar, prefeito do gênio militar, prefeito da cavalaria;
Lucília, filha de Marcus Polla, irmã."